# Accipiter striatus
Accipiter striatus е вид птица от семейство Ястребови (Accipitridae). Видът е незастрашен от изчезване.

## Разпространение
Разпространен е в Аржентина, Бахамски острови, Белиз, Боливия, Бразилия, Канада, Кайманови острови, Колумбия, Коста Рика, Куба, Доминиканска република, Еквадор, Салвадор, Фолкландски острови, Гватемала, Хаити, Хондурас, Мексико, Никарагуа, Панама, Перу, Пуерто Рико, Сен Пиер и Микелон, Търкс и Кайкос, САЩ, Уругвай, Венецуела и Британски Вирджински острови.